# Bourdon, Somme

Bourdon este o comună în departamentul Somme, Franța. În 1 ianuarie 2022 avea o populație de 374 de locuitori.